# Liebschütz (Liebschützberg)
Liebschütz ist ein Ortsteil der Gemeinde Liebschützberg im Landkreis Nordsachsen in Sachsen.

## Geografie und Verkehrsanbindung
Der Ort liegt nordöstlich von Oschatz und westlich von Strehla. Östlich fließt die Elbe.
Liebschütz ist von Bergen umgeben:
- nördlich vom 198 m hohen Liebschützberg,
- östlich vom 185 m hohen Großen Steinberg,
- südlich vom 172 m hohen Sandberg und
- westlich vom 144 m hohen Buchberg.

Westlich verläuft die S 30, nördlich die S 27, südlich die B 6 und östlich die B 182.

## Kulturdenkmale
In der Liste der Kulturdenkmale in Liebschützberg sind für Liebschütz sechs Kulturdenkmale aufgeführt.

## Bilder-Galerie

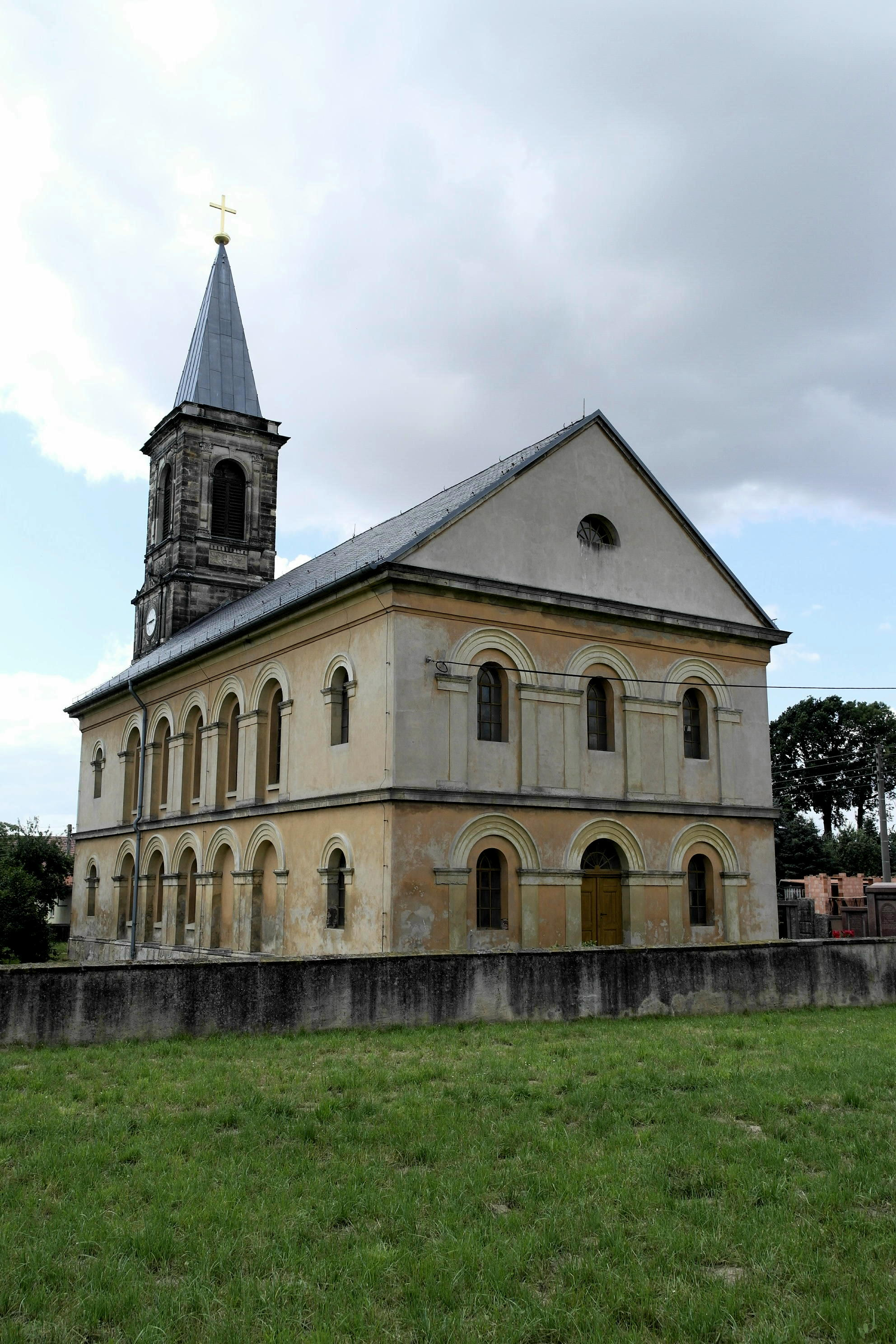
Kirche Liebschütz
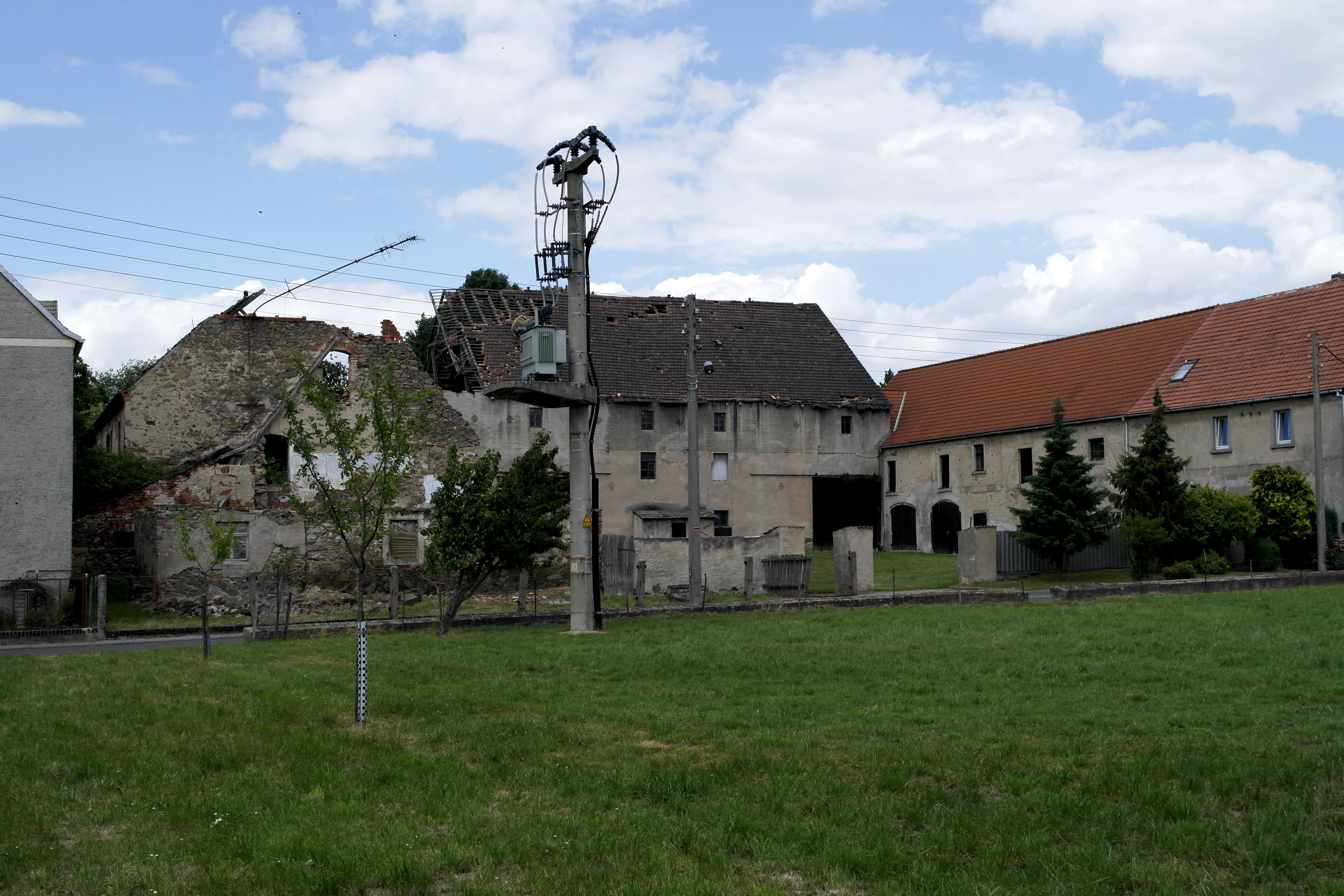
Rittergut Liebschütz
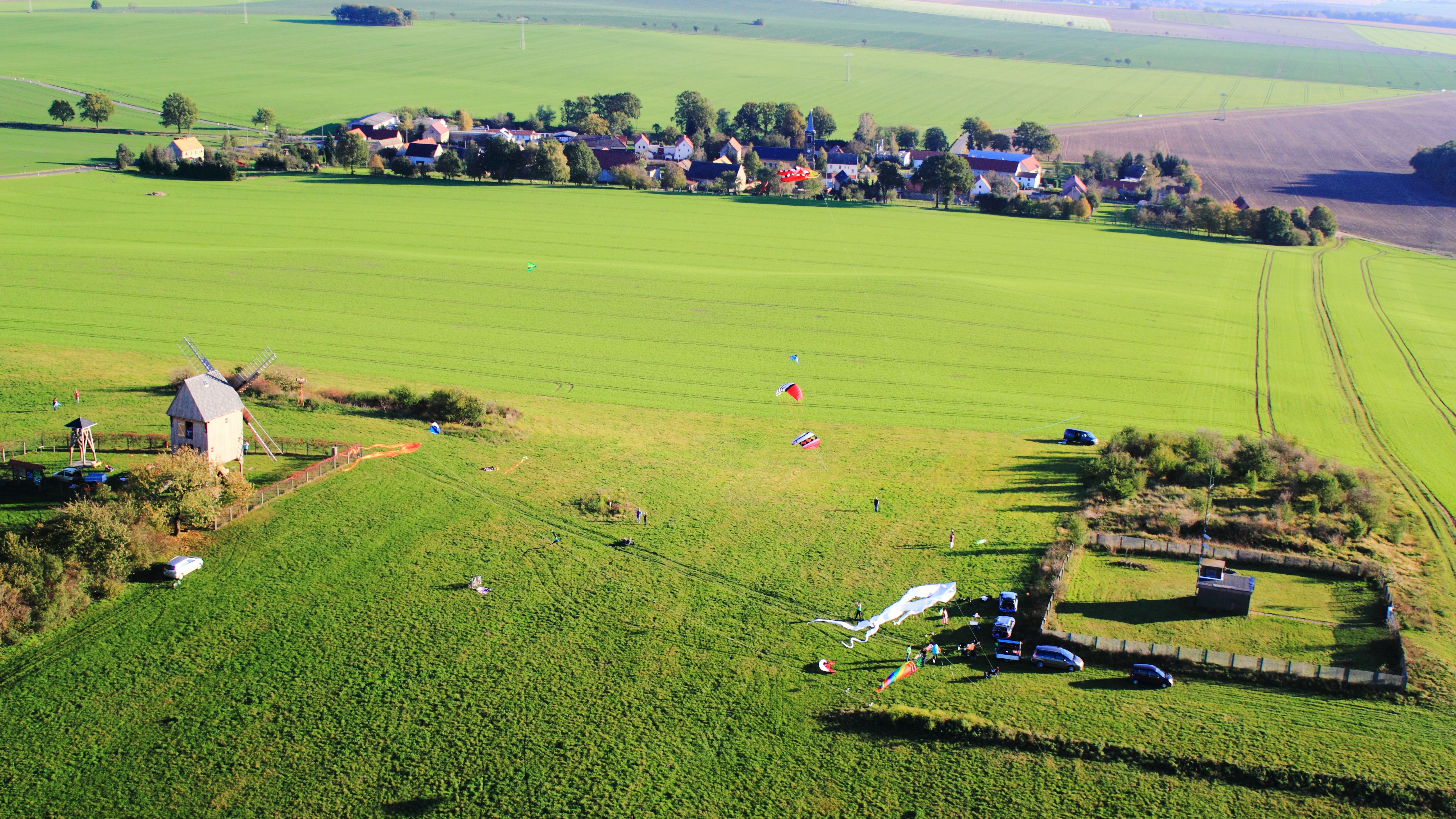
Blick vom Liebschützer Höhenzug (mit Bockwindmühle und Bergfunkstation) auf den Ort Liebschütz

## Sonstiges
Katja Krasavice wuchs im Dorf auf.